# Gustav Schneider (Politiker, 1877)

Gustav Schneider

Gustav Wilhelm Schneider (* 11. Juli 1877 in Breslau; † 16. Oktober 1935 in Berlin) war ein deutscher Politiker (DDP). 

## Leben und Wirken
Nach dem Schulbesuch absolvierte Schneider eine kaufmännische Lehre. Später studierte er vier Semester Volkswirtschaft an der Handelshochschule Königsberg. Anschließend stand er achtzehn Jahre lang verschiedenen Fabrikgeschäften als Leiter vor.
1900 wurde Schneider Mitglied des Beirates und des Aufsichtsrates des Verbandes Deutscher Handlungsgehilfen in Leipzig. 1912 wurde er unter der Bezeichnung „Direktor“ Mitglied im Vorstand des Verbandes, dem er bis 1920 angehören sollte. 
Nach dem Ausbruch des Ersten Weltkrieges 1914 wurde Schneider Mitglied des Kriegsausschusses für Konsumenteninteressen und Kriegsspeisung. Im Jahr 1920 erfolgte seine Wahl zum Vorsitzenden des Gewerkschaftsbundes der Angestellten und zweiten Vorsitzenden des Gewerkschaftsrings deutscher Arbeiter-, Angestellten- und Beamtenverbände. 1925 wurde er außerdem zum Präsidenten des Internationalen Bundes neutraler Angestelltenorganisationen ernannt. Drei Jahre später, 1928, wurde diese Position durch Schneiders Berufung in den Vorstand des Internationalen Bundes neutraler Gewerkschaften ergänzt.
Politisch betätigte sich Schneider seit 1919 in der Deutschen Demokratischen Partei (DDP). Für diese saß er von Januar 1919 bis Juni 1920 als Abgeordneter in der Weimarer Nationalversammlung. Von Dezember 1924 bis Juli 1932 saß Schneider für die DDP, beziehungsweise für die Deutsche Staatspartei (DStP), als Abgeordneter im Reichstag, in dem er den Wahlkreis 2 (Berlin) vertrat.
Ferner war Schneider von 1920 bis 1925 Mitglied des Vorläufigen Reichswirtschaftsrates. Publizistisch tat Schneider sich durch verschiedene Schriften über die Angestelltenbewegung hervor.
Gustav Schneider starb 1935 im Alter von 58 Jahren in Berlin. Beigesetzt wurde er auf dem Friedhof Zehlendorf. Das Grab ist nicht erhalten.

## Schriften
- Die Stellenvermittlung der Handlungsgehilfen, Leipzig s. a. [1914].
- Die verfassungsrechtlichen Grundlagen des Deutschen Reiches, Berlin 1916.
- Die Angestelltenbewegung im Lichte des Krieges und der Revolution, Berlin 1919.
- Die Kraft der Angestellten, der Rätegedanke, die Einheits-Gewerkschaft, s.l.e.a. [Erfurt 1919]
- Der erfolgreiche Stellenbewerber, Leipzig 1920.
- Die Angestellten im demokratischen Volksstaat, Leipzig 1920.
- Betriebsrätegesetz nebst Wahlordnung Berlin 1920.
- Staat und Gewerkschaft, 1921.
- Staat und Wirtschaft, s. l. [Nowawes] 1924.
- Die Gewerkschaft als Wirtschaftsträger, Leipzig s. a. [um 1924].
- Drei Milliarden zuviel Steuern!, s. l. [Berlin] 1925.
- Briefe aus dem Reichstag, Berlin 1927.
- Gustav Schneider spricht zum Etat des Reichsarbeitsministeriums am 11. Febr. 1928, s. l. [Berlin] 1928.
- Der erfolgreiche Stellenbewerber, Leipzig 1928.